# ميخائيل فيرنون
ميخائيل فيرنون (بالإنجليزية: Michael Vernon)‏ هو كاتب غير روائي أسترالي، ولد في 2 أبريل 1932، وتوفي في 6 نوفمبر 1993 بسبب ورم نخاعي متعدد.